# Московиц, Дастин
Дастин Аарон Московиц (англ. Dustin Aaron Moskovitz [ˈmɒskəvɪts]; род. 22 мая 1984 года, Гейнсвилл, Флорида, США) — американский предприниматель, вместе с Марком Цукербергом, Эдуардо Саверином и Крисом Хьюзом является одним из основателей крупнейшей в мире социальной сети Facebook. Владеет 7,6 % акций компании. Его доля, оцениваемая в 3 млрд $, позволила в 2010 году журналу Forbes назвать Московица самым молодым миллиардером в мире.
10 марта 2013 года Дастин Московиц попал в Топ-10 самых молодых миллиардеров по версии Forbes. Он занимает 1 место в рейтинге, его состояние насчитывает 3,8 миллиардов долларов.

## Биография
Родился в еврейской семье во Флориде (его отец работал психиатром), поступил в Гарвардский университет, где изучал экономику. Вместе с соседями по кампусу начал разрабатывать thefacebook.com. После двух лет обучения переехал вслед за Цукербергом в Пало-Альто, чтобы сосредоточиться над работой в Facebook.
С самого начала Московиц отвечал за техническую составляющую, позже в ранге вице-президента CTO (Chief technical officer), возглавив всю разработку.
В фильме «Социальная сеть», посвящённому созданию Facebook, его роль исполнил актёр Джозеф Маццелло.
В 2008 году покинул Facebook, чтобы с Джастином Розенштайном основать компанию Asana (компания производит программное обеспечение для совместной работы над проектами).